# Церковь Святителя Николая Чудотворца (в Бутках)
 Це́рковь Святи́теля Никола́я Чудотво́рца в Бутках — действующий православный храм в городе Серпухове Московской области. Одна из старейших церквей города. Расположена в Занарье на улице Чернышевского (бывшей Буткинской улице).

## История

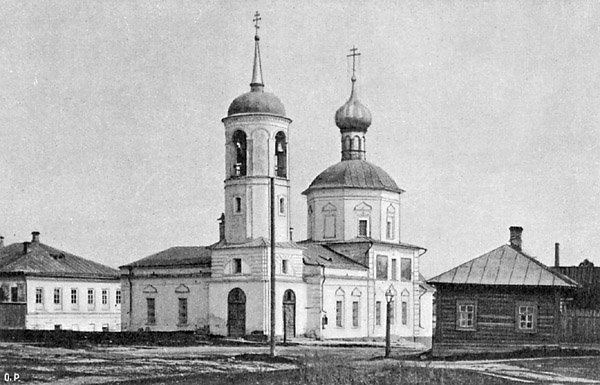
Церковь Николая Чудотворца в Бутках, 1905 год

Церковь возведена в 1711 году на месте стоявшего здесь деревянного храма (основан не позже первой половины XVI века. В 1780—1788 — пристроен, а в 1850 году — расширен придел Святого великомученика и Победоносца Георгия, пристроена трапезная. Тогда же была полностью перестроена колокольня в стиле ампир. В 1838 году был перестроен алтарь
В советское время (в 1930-е) храм закрыт и частично разрушен (уничтожены колокольня и главки). Служивший в нём иеромонах Андрей (Андрей Семёнович Алексеев, родился в 1872 году) был арестован 2 октября 1937 года и 21 октября расстрелян на Бутовском полигоне под Москвой.
Храм представляет собой кирпичную церковь типа восьмерик на четверике в стиле московского барокко. Памятник сохранил свою изначальную объемно-пространственную композицию, несмотря на более поздние обновления и пристройки. До частичного разрушения 1930-х годов здание являлось примером трехчастной системы, включающей в себя сгруппированные на одной оси объёмы: самой церкви с алтарём, притвора и колокольни. Подклет у храма отсутствует, трапезная невелика и по длине соответствует помещению храма.